# Arambol
Arambol är en ort i Indien.   Den ligger i distriktet North Goa och delstaten Goa, i den sydvästra delen av landet, 1 500 km söder om huvudstaden New Delhi. Arambol ligger 7 meter över havet och antalet invånare är 10 000.
Terrängen runt Arambol är platt. Havet är nära Arambol åt sydväst. Runt Arambol är det tätbefolkat, med 383 invånare per kvadratkilometer. Närmaste större samhälle är Māpuca, 15,4 km sydost om Arambol. Omgivningarna runt Arambol är en mosaik av jordbruksmark och naturlig växtlighet.